# Sabiene Karlsson
Sabiene Karlsson (ur. 28 marca 1962) – szwedzka biathlonistka, dwukrotna medalistka mistrzostw świata. W Pucharze Świata zadebiutowała w sezonie 1984/1985. W indywidualnych zawodach tego cyklu nigdy nie stanęła na podium. W 1986 roku wystąpiła na mistrzostwach świata w Falun, gdzie wspólnie z Evą Korpelą i Inger Björkbom zdobyła srebrny medal w sztafecie. W tej samej konkurencji Szwedki w tym samym składzie wywalczyły też brązowy medal podczas mistrzostw świata w Chamonix w 1988 roku. Indywidualnie najlepszy wynik osiągnęła na mistrzostwach świata w Lahti w 1987 roku, gdzie zajęła 13. miejsce w biegu indywidualnym. Nigdy nie wystartowała na igrzyskach olimpijskich.

## Osiągnięcia

### Mistrzostwa świata
| Rok  | Miejscowość | Konkurencje | Konkurencje | Konkurencje | Konkurencje | Konkurencje | Konkurencje | Konkurencje |
| Rok  | Miejscowość | IN          | SP          | PU          | MS          | RL          | MR          | SR          |
| ---- | ----------- | ----------- | ----------- | ----------- | ----------- | ----------- | ----------- | ----------- |
| 1985 | Egg         | 25.         | –           | nd.         | nd.         | –           | nd.         | –           |
| 1986 | Falun       | 15.         | 14.         | nd.         | nd.         | 2.          | nd.         | –           |
| 1987 | Lahti       | 13.         | 27.         | nd.         | nd.         | –           | nd.         | –           |
| 1988 | Chamonix    | 14.         | 30.         | nd.         | nd.         | 3.          | nd.         | –           |
| 1989 | Feistritz   | 24.         | 19.         | nd.         | nd.         | 7.          | nd.         | –           |

### Puchar Świata

#### Miejsca w klasyfikacji generalnej
| Sezon     | Miejsce |
| --------- | ------- |
| 1983/1984 | ?       |
| 1984/1985 | ?       |
| 1985/1986 | ?       |
| 1986/1987 | ?       |
| 1987/1988 | ?       |
| 1988/1989 | ?       |